# Claws Mail
Claws Mail es un cliente de correo electrónico y un lector de noticias basado en GTK+, libre y de código abierto. Ofrece una fácil configuración y una abundantes características. Almacena el correo en el formato de buzón de MH y también el formato de buzón de Mbox a través de un complemento. Claws Mail se ejecuta en Windows y sistemas similares a Unix como GNU/Linux, BSD o Solaris.

## Historia
Anteriormente conocida como Sylpheed-Claws, se inició en abril de 2001 como la versión de desarrollo de Sylpheed, donde las nuevas características podrían ser probadas y depuradas, pero evolucionó lo suficiente como para ser ahora un programa completamente independiente. Se bifurcó completamente de Sylpheed en agosto de 2005.

## Características
Claws Mail proporciona muchas características, entre ellas:
- Buscar y filtrar
- Seguridad (GPG, SSL, anti-phishing)
- Importar/exportar desde formatos estándar
- Editor externo
- Plantillas
- Citas plegables
- Preferencias por carpeta
- Face, soporte X-Face
- Barras de herramientas personalizables
- Soporte de temas
- Plugins

## Plugins
Claws Mail tiene características que se pueden ampliar con complementos, tales como:
- antispam (SpamAssassin, Bogofilter)
- RSS aggregator
- Visores HTML (Dillo, Gtkhtml2, Fancy (WebKit))
- Trayicon
- Gestor LED de correo portátil
- Gestor para el formato de buzón de Mbox
- Varios complementos de notificación
- Filtrado de Perl
- Python scripting
- Calendario
- Analizador TNEF
- Archivador